# Guilherme Marques (futebolista)
Guilherme Costa Marques ou simplesmente Guilherme Marques (Três Rios, 21 de maio de 1991), é um futebolista brasileiro que atua como meio-campista, lateral-esquerdo e atacante. Atualmente joga pelo Changchun Yatai.

## Títulos
Legia Warszawa
- Campeonato Polonês: 2013–14, 2015–16, 2016–17, 2017–18
- Copa da Polônia: 2014–15, 2015–16, 2017–18

Trabzonspor
- Copa da Turquia: 2019–20[3]

## Estatísticas
- Atualizado até 9 de abril de 2015

| Clube          | Temporada | Liga        | Liga  | Liga | Copa  | Copa | Europa | Europa | Outros1 | Outros1 | Total | Total |
| Clube          | Temporada | Liga        | Jogos | Gols | Jogos | Gols | Jogos  | Gols   | Jogos   | Gols    | Jogos | Gols  |
| -------------- | --------- | ----------- | ----- | ---- | ----- | ---- | ------ | ------ | ------- | ------- | ----- | ----- |
| Légia Varsóvia | 2013–14   | Ekstraklasa | 2     | 0    | 0     | 0    | –      | –      | –       | –       | 2     | 0     |
| Légia Varsóvia | 2014–15   | Ekstraklasa | 18    | 1    | 6     | 0    | 6      | 0      | 0       | 0       | 30    | 1     |
| Légia Varsóvia | 2015–16   | Ekstraklasa | 35    | 5    | 7     | 1    | 12     | 2      | 1       | 0       | 55    | 8     |
| Légia Varsóvia | 2016–17   | Ekstraklasa | 0     | 0    | 0     | 0    | 1      | 0      | 1       | 1       | 2     | 1     |
| Légia Varsóvia | Total     | Total       | 55    | 6    | 13    | 1    | 19     | 2      | 2       | 1       | 89    | 10    |

1 Incluindo Supercopa da Polônia.